# クリス・ジョンソン (企業家)
クリス・ジョンソン（Chris Johnson、1961年3月31日 - ）は、アメリカ合衆国出身の企業家。学位は経営学修士（カリフォルニア大学ロサンゼルス校、1988年）。ネスレ執行副社長兼取締役（アメリカ・カナダ・ラテンアメリカ・カリブ海地域担当）。
ネスレ台湾社長、ネスレ日本株式会社代表取締役会長兼社長などを歴任した。

## 来歴

### 生い立ち
1961年3月31日にカリフォルニア州で生まれた。国籍はアメリカ合衆国である。オクシデンタル大学にて学び、1983年に卒業した。その際に、オクシデンタル大学より学士（Bachelor of Arts）の学位を取得した。

### カーネーション
大学卒業後、ペットフードなどペット関連事業を展開するカーネーション（Carnation Company）に入社した。しかし、1985年、スイスの食料品メーカーであるネスレ（Nestlé S.A.）により、カーネーションは買収された。それにともない、ジョンソンもネスレグループに移った。その後、同社の飼料事業などを手がけるなど、旧カーネーションとかかわりの深い業務に携わった。なお、1988年には、カリフォルニア大学ロサンゼルス校にてアンダーソン経営学大学院を修了した。それにより、経営学修士（Master of Business Administration）の学位を取得した。

### ネスレグループ
その後、ネスレの米国法人であるネスレUSA（Nestlé USA Inc）に異動した。ネスレUSAでも、引き続きペットフードなどの業務を担当した。ネスレUSAのフリスキー・ペットケア本部に所属し、カテゴリーマネジャーとして「フリスキー」（"Friskies"）ブランドの商品展開に携わった。
また、ネスレの日本法人であるネスレ日本にも赴任し、ここでもペットフードを展開したり、ドリンクなどを手がけていたりした。ネスレ日本のフリスキー・ペットケア事業部に所属し、マーケティングマネジャーとして活動した。さらに、ネスレ日本の清涼飲料事業部にて、事業部長に抜擢された。また、そのほかにも、ネスレ台湾などで活動した。
さらに、ミネラルウォーターなどを手がける、ネスレソースインターナショナル（Nestle Sources International S.A.）の業務も担当した。ジョンソンはフランスのペリエ・ヴィッテル（Perrier Vittel S.A.）にて、アジア地区シニアマネジャーを務めた。なお、ペリエ・ヴィッテルは、かつてのネスレソースインターナショナルが社名変更して誕生した企業であり、のちにネスレウォーター（Nestlé Waters S.A.）に社名を変更している。かつての社名からわかるとおり、「ペリエ」や「ヴィッテル」など、さまざまなミネラルウォーターを生産する企業である。
その後、ネスレ台湾では社長に就任し、台湾でのネスレグループの事業展開の要として活動した。
2006年、ネスレ日本にて会長と社長を兼任していたホセ・ロペスが、ネスレの執行役員として副社長に就任する人事案が決定された。この人事を受け、ジョンソンがロペスの後任としてネスレ日本の会長および社長に就くこととなり、2007年2月1日に就任した。
2010年、ジョンソンがネスレの執行副社長に就任する人事案が内定した。それにともない、ネスレ日本の社長を退くことになった。後任にはネスレ日本の副社長である高岡浩三が抜擢され、2010年11月1日に就任した。また、ジョンソンは、2011年1月1日にネスレの執行副社長に就任した。

## 人物
欽ちゃんの仮装大賞
日本に留学生として滞在中だった1982年、日本テレビ『欽ちゃんの爆笑仮装コンテスト! 第6回全日本仮装大賞』に出演している（38番・明治神宮）。これは明治神宮に扮したジョンソンが「明治神宮デゴザイマス、ドウゾヨロシク!」と言うだけのもので、司会者の萩本欽一をはじめとした会場の人々を大爆笑の渦に包みこんだ。当初は14点で不合格となったものの、大山のぶ代がおまけで加点したため合格。さらにはユーモア賞を受賞した。
神戸市
ネスレ日本での勤務が長いことから、同社の本社がある神戸市に対する愛着が深い。毎年、神戸ルミナリエハートフルデーの際には、障害者らにネスレ日本の商品をプレゼントする活動を行っている。神戸市での思い出について、ジョンソンは「1995年の阪神・淡路大震災の被災時に近所の皆様に支援いただいたことや、2007年から毎回『神戸ルミナリエハートフルデー』で家族といっしょに温かいネスカフェやキットカットを障がい者の皆様にお配りしたことなどを思い出します」と語っている。
語学
語学にひじょうに堪能であり、英語と日本語だけでなく、フランス語、スペイン語、ドイツ語まで話すことができる。その言葉遣いが丁寧なことで知られており、日本語で話をするときも奇麗な言葉を用いることが多い。その話し方によって、窮地を救われたこともある。
受験グッズ
チョコレート菓子「キットカット」は、ネスレグループが世界各国で販売している主力商品の一つである。このキットカットシリーズには100種類以上の多様なバリエーションがあるが、そのほとんど全てはジョンソンが経営していたネスレ日本にて開発されたものである。また、日本においては、商品名の「キットカット」が語呂合わせで「きっと勝つ」に通じることから、受験のお守りとしても人気がある。また前述の通り、ジョンソン自身も『仮装大賞』において、当初不合格となったにもかかわらず最後まで諦めなかったところ合格となり、その時の仮装が明治神宮にちなんだものであったことから、のちにジョンソン自身も「受験の神様」として日本の受験生らの間で人気となった。

## 顕彰
ネスレ日本での活動が高く評価され、神戸市の「神戸大使」に任命されている。2010年10月19日、市長の矢田立郎からジョンソンに対し委嘱状が手渡されるとともに、記念の楯が授与された。

## 略歴
- 1961年 - カリフォルニア州にて誕生。
- 1982年 - 日本テレビ「欽ちゃんの仮装大賞」第6回大会本戦に作品名「明治神宮」で出場しユーモア賞を受賞。
- 1983年 - オクシデンタル大学卒業。
- 1983年 - カーネーション入社。
- 1985年 - ネスレがカーネーションを買収。
- 1988年 - カリフォルニア大学ロサンゼルス校アンダーソン経営学大学院修了。
- 1989年 - ネスレUSAフリスキー・ペットケア本部カテゴリーマネジャー。
- 1991年 - ネスレ日本フリスキー・ペットケア事業部マーケティングマネジャー。
- 1993年 - ネスレ日本清涼飲料事業部事業部長。
- 1995年 - ペリエ・ヴィッテルアジア地区シニアマネジャー。
- 1998年 - ネスレ台湾社長。
- 2000年 - ネスレ執行役。
- 2007年 - ネスレ日本会長・社長。
- 2010年 - 神戸大使。
- 2011年 - ネスレ執行副社長（アメリカ・カナダ・ラテンアメリカ・カリブ海地域担当）。